# Homopus femoralis
Homopus femoralis – gatunek żółwia z rodziny żółwi lądowych (Testudinidae) i podrzędu żółwi skrytoszyjnych.

## Wygląd
Jest to największy gatunek z rodzaju Homopus, lecz wciąż bardzo mały, osiąga średnio nieco ponad 10 cm długości, choć samce są zazwyczaj mniejsze. Podobnie jak blisko spokrewniony Homopus areolatus, ma tylko cztery pazury na przednich łapach, jak również na tylnych. Karapaks ma kolor od oliwkowego do czerwonobrązowego i jest lekko spłaszczony u obu płci. Tarczki są zazwyczaj oddzielone bardzo cienkimi białymi liniami. U młodych i dorosłych samców tarcze skorupy mają zwykle nieco ciemniejsze krawędzie. Samce można również odróżnić od samic po tym, że są mniejsze i mają dłuższe ogony. Samce nie posiadają wklęsłego plastronu. Gatunek ten jest czasami mylony z Chersobius boulengeri, który zamieszkuje zachodnią część regionu Karru, jednakże Homopus femoralis można rozpoznać po większych rozmiarach, ale także po nozdrzach znajdujących się poniżej poziomu oczu, po czterech palcach u przednich i tylnych łap, większych łuskach na przednich kończynach i ciemniejszych pierścieniach wokół tarczek pancerza u wielu osobników.

## Występowanie
Jego siedliskiem są przede wszystkim łąki, sawanny i busze płaskowyżu Wysoki Weld (Highveld) w południowej Afryce. Występuje w środkowej części RPA, zasięg występowania kończy się w okolicach granicy Lesotho. Zasięg jest ograniczony do regionów z opadami deszczu przekraczającymi 250 mm rocznie.

## Zagrożenia
Gatunek ten jest zagrożony przez potrącenia na drogach przez jadące samochody oraz przez kłusownictwo w celu handlu zwierzętami domowymi. Ponieważ handel zebranymi gatunkami z rodzaju Homopus jest całkowicie nielegalny, a wszelkie okazy w niewoli muszą być rejestrowane w RPA i Namibii, wszelka komercyjna sprzedaż żółwi Homopus jest niemal bez wyjątku całkowicie nielegalna. Gatunek ten nie przeżywa długo w niewoli, chyba że podejmie się znaczne wysiłki, aby dostarczyć okazom ich naturalnego pożywienia, tzn. endemicznych roślin trawiastych z naturalnego miejsca występowania żółwia. Żółw ten ma również specyficzne wymagania temperaturowe. Zimuje pod roślinnością i skałami od czerwca do września. Latem składa maksymalnie trzy jaja.